# ABCフラッシュニュース
『ABCフラッシュニュース』（えーびーしーふらっしゅにゅーす）は、かつて朝日放送テレビ（ABCテレビ）で1962年10月1日から1999年4月4日まで放送されていたスポットニュース。
1999年度をもって『ABCニュース』へと改題された。

## 概要

### JNN系列時代
朝日放送テレビが、東京放送（現在のTBSテレビ）がキー局のJNNに加盟していた1975年3月30日までのテレビニュースは、「JNNニュース」のタイトルを差し替えた朝、昼の『ABCニュースJNN』、同じくTBS発の『JNNニュースコープ』、『JNNニュースデスク』、NETテレビ（現在のテレビ朝日）から裏送りでネット受けしていた朝夕の『朝日新聞ニュース』、そしてこの『ABCフラッシュニュース』であった。   
基本的には昼枠とゴールデンタイムは「JNNニュース」「JNNフラッシュニュース」を差し替えた物、夕方はローカルニュースであった。

### ANN系列時代
いわゆる腸捻転解消でキー局がTBSからNETテレビへネットチェンジした後の1975年3月31日以降、朝日放送テレビのニュースは、NETテレビがキー局のANNに変更し、基本的に全て『ANN』の冠の付いたタイトルをそのまま放送しているが、この『ABCフラッシュニュース』のは午後枠・夜20:54のスポットニュース（ANNニュース）のタイトルを差し替えて放送された。後に夜20:54の放送枠は、ANNニュースのタイトル差し替えから自社制作の関西地方のローカルニュースに切り替わった。
なお、1977年9月末までは18:50枠もあった（TBS系時代のから全国ニュース明けの枠）が、10月からのローカルニュースワイド『たいむ6』の開始に伴い廃止された。ただ、その後の18:55枠で放送された『お天気のお知らせ』（かねてつ蒲鉾提供）は時間枠を繰り上げて18:50枠で放送、その後19:00まではネット受けを終了した『朝日フラッシュニュース』（朝日新聞社制作・実際には日本教育テレビへの委託制作）の後番組の位置付けとして、同新聞社提供ミニ番組が放送されていた。

## タイトル映像

### 1984年まで
テレビのカラー化以降のオープニング映像では、ブルーバックの画面上に、白色の点が少しずつ出現。その点が増えるにつれて、画面の随所が星のように白く光るとともに、点を覆うように垂直方向（左から右）→水平（上から下）の順に線が次々と流れていた。さらに、その線を覆い隠す勢いで、画面中央から同心円状の模様が回転しながら拡大。この模様が画面いっぱいにまで広がったところで、画面の垂直方向に一筋の光が流れるとともに、「ABCフラッシュニュース」と記された影文字風のロゴ（「ABC」は1973年まで使用されていた初代のロゴ）が画面の中心に現れるセル画のフィルムアニメーション映像となっていた（『ANNニュース』のタイトルを差し替える場合には「ABCフラッシュニュース」のロゴの左下に小さく「ANN」のロゴを表示）。ちなみに、この映像は、「世界は回る」というイメージで作られたとされている。
オープニング映像のBGMには、オーケストラが演奏するファンファーレを使用。スポンサーが付いている場合には、垂直・水平方向に線が流れている間にスポンサー名を大きく映すとともに、朝日放送アナウンサーの声による「（スポンサー名）提供 ABCフラッシュニュース」又は「（スポンサー名）がお送りする、ABCフラッシュニュース」という提供クレジット入りのタイトルコールを流していたが、スポンサーがない場合などは単に「ABCフラッシュニュース」だけのナレーションにとどまったり稀にナレーションがないままBGMとタイトルだけを流すこともあった。また、同心円の模様では、時計回りの円と反時計回りの円を互い違いで組み合わせていた。これに対して、エンディングでは、同心円模様の静止画の上に「ABCフラッシュニュース 終」のロゴ（スポンサーが付いている場合にはその下にスポンサー名）を表示させるだけにとどめた（提供クレジットのナレーションは「（スポンサー名）がお送りしました」又は「（スポンサー名）の提供でした」）。また、スポンサーがない場合は「ABCフラッシュニュースを終わります。」のナレーションで締めていた（ナレーションがない時もある）。
以上、オープニング映像とBGMについては、1975年3月30日まで放送した『ABCニュースJNN』ではそのロングバージョン（20秒）が採用され、オープニング映像では垂直と水平部分が長く映し出されて同心円部分も少し長くタイトルも差し替えてる程度でほぼ同じ内容となっている。 一方、BGMはフルートのような優しい音色で始まりトランペットの音色で強調したあとは『フラッシュニュース』（10秒）のオープニング曲と同じ流れに進む。提供読みもフラッシュニュース同様の映像の流れで「（数社のスポンサー名）がお送りするABCニュース。」とナレーション。また、エンディングではブルーバックのスポンサー画面のあと、同心円の静止画に「ABCニュース JNN 終」のロゴを表示し「（数社のスポンサー名）がお送りしました。ABCニュースを終わります。」のナレーションで締めた。BGMは『フラッシュニュース』のオープニングと同じ部分が流れた。
ただし、夕方のローカルニュースは1975年まで京阪電車提供であったため、旧3000系特急車が走る映像（BGMは同心円のものと同じ）であった。京阪は1990年代に20:54枠の当番組スポンサーとなっていたこともある（ただし、CMは「東御蔵山住宅」等不動産関連限定で、本家の電車関連はほとんど放送されなかった）。なお、その名残で朝日放送ではネットチェンジ後も木曜・金曜・土曜夕方に京阪のCM枠がある。

### 1984年以降
タイトル映像は1984年に一新され（「ABC」のロゴも初代から2代目に）、BGMも変更された。当時朝日放送のサテライトスタジオ「ABCエキスタ」があった大阪駅のアクティ大阪（現在：大阪ステーションシティサウスゲートビルディング）といった近畿地方の都市などを線画（ワイヤーフレーム）で示し、世界地図のような近畿地方の地図アニメーションが出てくるものになった。
1989年4月に朝日放送の通称が「ABC」に統一され、「ABC」のロゴマークがマイナーチェンジされたため、パラボラアンテナが立ち上がるCGに、後に高速道路の沿道の看板にタイトルが表示されるものなどに変わった。